# Mendaha
Mendaha är en ort i Indonesien.   Den ligger i provinsen Jambi, i den västra delen av landet, 700 km nordväst om huvudstaden Jakarta. Mendaha ligger 5 meter över havet och antalet invånare är 56 268.
Terrängen runt Mendaha är mycket platt. Runt Mendaha är det ganska glesbefolkat, med 40 invånare per kvadratkilometer. I omgivningarna runt Mendaha växer i huvudsak städsegrön lövskog.